# Ugo Broussot
Ugo Broussot, né le 31 mai 1974 à Sartrouville en Île-de-France, est un acteur français.

## Biographie
Né à Sartrouville, cinquième et dernier enfant d’une famille modeste, Ugo Broussot grandit en Beauce. Elève au lycée Jean Zay d’Orléans, il suit parallèlement des Cours d'art dramatique au conservatoire régional d'Orléans, dans la même promotion que Marion Cotillard. Après trois ans d'études à l'Université Sorbonne Nouvelle (Paris 3), il obtient une licence de théâtre en 1996.
De 1997 à 1999, il devient assistant mise en scène de Richard Demarcy pour les spectacles jeune public au Théâtre du Rond-Point. Il fait ses débuts officiels sur scène dans L'Enfant Chance de Jean-Louis Levasseur en 1999. Sur scène, on le voit dans des œuvres telles que : Le Médecin malgré lui de Molière, Belle, une comédie musicale de Francis Lalanne, La pointe d'Amour de Boby, un spectacle d'après Boby Lapointe, ou Le Petit Prince, adaptation du roman d'Antoine de Saint-Exupéry.
Au cinéma, il apparaît dans quelques courts-métrages et joue des rôles secondaires dans Poids léger de Jean-Pierre Améris et Anton Tchekhov-1890 de René Féret. Il interprète des personnages de premier plan dans des films de Cristi Puiu (Trois exercices d’interprétation et Malmkrog) et de Maria Pinto (Un sauvage honnête homme et Moi qui duperai le Bon Dieu…). En 2022, il incarne le rôle principal de Pas... de quartier de Paul Vecchiali.

## Filmographie

### Cinéma

#### Longs métrages
- 2004 : Poids léger de Jean-Pierre Améris : le chanteur
- 2009 : Souvenirs de K. de Jean-Marc Moutout
- 2011 : Trois exercices d'interprétation de Cristi Puiu, segment La Souris est sous la table
- 2012 : Un sauvage honnête homme de Maria Pinto : lui-même
- 2014 : Moi qui duperai le Bon Dieu… de Maria Pinto : le Marquis de Sade
- 2015 : Anton Tchekhov-1890 de René Féret : le fonctionnaire à Sakhaline
- 2017 : En attendant les barbares d'Eugène Green [6]: le bobo
- 2017 : Les Sept Déserteurs ou la guerre en vrac de Paul Vecchiali [7]: Denis
- 2018 : Train de vies ou les voyages d'Angélique de Paul Vecchiali
- 2019 : L'Autre Continent de Romain Cogitore : le chef-réanimateur[8]
- 2020 :  Malmkrog de Cristi Puiu : Edouard, le politicien
- 2022 : Pas... de quartier de Paul Vecchiali

#### Courts métrages
- 2004 : Gigolo de Bastian Schweitzer : un gigolo
- 2006 : Frère et sœur de Frédéric Fonteyne : le frère
- 2007 : La Gardeuse d'oies à la fontaine de Patrick Bittar[9] : le prince
- 2010 : Escal’amore de Laurence Ferreira Barbosa : l’homme
- 2012 : La Répétition de René Féret[10] : Ugo

## Théâtre

### Comédien
- 1999 : Nouvelles histoires comme ça de Richard Demarcy, trois courtes pièces  d'après Rudyard Kipling, Blaise Cendrars et Lewis Carroll, mise en scène de l'auteur, Théâtre du Rond-Point
- 1999 : L'Enfant Chance de Jean-Louis Levasseur, mise en scène de l'auteur, La Coupole à Combs-la-Ville
- 2000 : Femmes de demain de Sonia Savary et Olivier Deweer, Festival de rue de Chalon-sur-Saône
- 2001 : Le Médecin malgré lui de Molière, mise en scène Yves Le Guillochet, Théâtre Déjazet
- 2002 : Belle de Francis Lalanne, mise en scène Renato Ribeiro, Espace La Comedia de Paris
- 2003 : C'est bien de Philippe Delerm, mise en scène Véronique Lesergent, Espace Jemmapes à Paris
- 2004 : Allons z'enfants de Jean-Louis Levasseur avec la Compagnie la Voix au Chapitre, mise en scène de l'auteur, Théâtre de la Faïencerie de Creil
- 2006 : La pointe d’Amour de Boby d'après Boby Lapointe, mise en scène Stéphanie Valois avec la Compagnie Tapatoudii, Théâtre de Pézenas
- 2007 : Y'a quelqu'un de Bernard Friot, mise en scène Véronique Lesergent, Théâtre d'Argenteuil
- 2008-2009 : Fantaisies pour Alice de Richard Demarcy, d'après Lewis Carroll, mise en scène de l'auteur, Le Grand Parquet (Paris), Comédie de Reims
- 2009 : Le journal de Jack l'éventreur de Jérôme Marin, mise en scène de l’auteur, à Bourges
- 2009-2019 : L’épopée des gabariers[11] de Véronique Lesergent, mise en scène de l’auteur, à Argentat
- 2010-2014 : Le Petit Prince d'Antoine de Saint-Exupéry, adaptation Gérard Sorel, mise en scène Florence de Andia
- 2014 : Les conférences gesticulées[12] de Gabriel Darromant, mise en scène Gwenaëlle Ory, festival "Le Nouveau Jardin" de Vitrac-sur-Montane
- 2017-2019 : Mémoire d'une vallée de Philippe Marchegay[13],[14],[15], mise en scène Véronique Lesergent, à Argentat
- 2020 : Le Trio en mi bémol [16] d'Éric Rohmer, mise en scène Véronique Lesergent, Scène nationale L'Empreinte, à Tulle

### Mise en scène
- 2000 : C'était bien, spectacle hommage à Bourvil, Théâtre André Bourvil à Paris

### Assistant metteur en scène
- 1997-1999 : L'enfant d'éléphant de Richard Demarcy d'après Rudyard Kipling, Théâtre du Rond-Point
- 1999 : Ubu toujours et Ubu déchaîné de Richard Demarcy [17], tournée en Europe et en Afrique
- 1999 : Nouvelles histoires comme ça de Richard Demarcy, trois courtes pièces  d'après Rudyard Kipling, Blaise Cendrars et Lewis Carroll, mise en scène de l’auteur, Théâtre du Rond-Point